# 博纳尔
博纳尔（法語：Bonnard，法語發音：[bɔnaʁ] ⓘ）是法国勃艮第-弗朗什-孔泰大区约讷省的一个市镇，属于欧塞尔区。

## 地理
博纳尔（47°55'34"N, 3°31'22"E）面积4.02 平方千米，位于法国勃艮第-弗朗什-孔泰大區约讷省，该省份为法国中北部省份。
与博纳尔接壤的市镇（或旧市镇、城区）包括：舍尼、巴苏、博蒙。

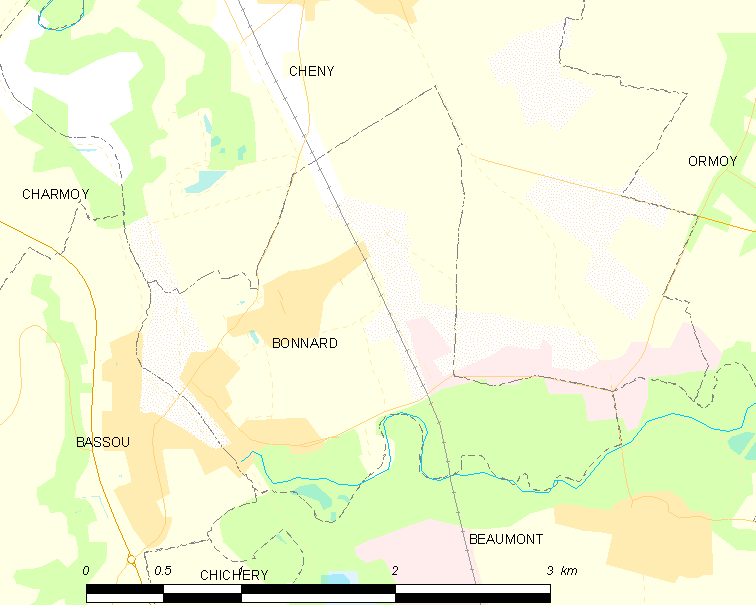
博纳尔的OSM定位图

博纳尔的时区为UTC+01:00、UTC+02:00（夏令时）。

## 行政
博纳尔的邮政编码为89400，INSEE市镇编码为89050。

## 政治
博纳尔所属的省级选区为米热讷县。

## 人口

博纳尔1962-2008年间人口变化图示

博纳尔于2022年1月1日时的人口数量为907人。